# Incipit
A palavra latina incipit (pron. ìncipit) corresponde à 3.ª pessoa do singular do verbo incipěre ("iniciar, principiar"). Consiste nas primeiras palavras de um texto literário (um poema ou um livro), e, modernamente, também às primeiras notas de uma partitura.
Na Idade Média, era comum o incipit ser escrito com um tipo de letra diferente do restante do texto do livro.
Nos catálogos de música, particularmente nos catálogos de sinfonias, o incipit consiste nos três primeiros compassos da parte do spalla — tal como ocorre com algumas composições de Mozart, no Catálogo Köchel.